# Carpenterella
Carpenterella es un género de foraminífero bentónico considerado homónimo posterior de Carpenterella Collenette, 1933, y sustituido por Bermudezella de la subfamilia Carpenteriinae, de la familia Victoriellidae, de la superfamilia Planorbulinoidea, del suborden Rotaliina y del orden Rotaliida. Su especie tipo es Carpenterella truncata. Su rango cronoestratigráfico abarca el Holoceno.

## Clasificación
Carpenterella incluía a la siguiente especie:
- Carpenterella truncata, aceptado como Bermudezella truncata